# Иван Кръстев (актьор)
Вижте пояснителната страница за други личности с името Иван Кръстев.
Иван Кръстев е български актьор. Роден е на 27 юни 1940 г.

## Филмография
| Година | Филми и Сериали | Серии | Роля                                                              |
| ------ | --------------- | ----- | ----------------------------------------------------------------- |
| 1990   | Кмете, кмете    |       | Йордан Ковачев-Куша                                               |
| 1988   | Време разделно  | 2     | Манол кехая, един от селските големци, овчар, брат на Караибрахим |
| 1987   | Нощна тарифа    |       | шофьора                                                           |
| 1986   | Степни хора     |       | Сарайдаров                                                        |

- 2000 – Балкански уроци по история – себе си